# Дневники принцессы 2: Как стать королевой
«Дневники́ принце́ссы: Как стать короле́вой» (англ. The Princess Diaries: Royal Engagement, также известен под названием «Как стать принце́ссой 2») — американский художественный фильм в жанре романтической комедии режиссёра Гарри Маршалла, вышедший в 2004 году. В главных ролях снимались Джули Эндрюс и Энн Хэтэуэй.

## Сюжет
Мия окончила колледж, она специалист по международной экономике и международным отношениям. Ей исполняется 21 год. Лили учится на журналиста, они долго не виделись, но в нужный неожиданный момент она приезжает в Дженовию. Майкл гастролирует с группой по стране, они с Мией расстались как пара, но остались друзьями. Принцесса живёт в Дженовии вместе с бабушкой и сетует лишь на то, что никогда не влюблялась.
Ей предстоит коронация, но неожиданное препятствие встаёт на пути — оказывается, что Мия не может управлять государством, поскольку она не замужем. Ей дают месяц на то, чтобы она нашла мужа, или же престол займёт другой наследник, сэр Николас Деверо. Проблема в том, что именно в него влюблена Мия. Он же думает только о троне.
Мие находят жениха — парня из почтенной интеллигентной семьи Эндрю Джейкоби. Дядя-лорд велит Николасу пофлиртовать с Мией, чтобы она не вышла замуж за Эндрю. Николас слушает своего дядю. Мия злится на него, но, тем не менее, он нравится ей.
На смотре королевской гвардии Мии, вынужденной по протоколу ехать на лошади «по-женски» (боком), цепляют к седлу искусственную ногу. Знающий об этой маскировке дядя Николаса показывает её лошади резиновую змею. Та пугается и встает на дыбы, нога падает на землю. Девушка в слезах убегает, Николас следует за ней.
На приёме Мия встречает Николаса с девушкой леди Элиссой, и они всячески пытаются вызвать ревность друг у друга. В итоге Эндрю и леди Элисса уходят вместе, а Николас и Мия целуются, падая затем в фонтан.
На параде Мия демонстрирует прекрасные манеры и доброту и общается с подданными. Она заботится о детях из приюта. Николас проникается к ней симпатией.
Мия приглашает к себе на девичник принцесс со всего света. Николас понимает, что любит Мию, и предлагает дяде перестать мешать Мии и позволить ей стать королевой. Дядя делает вид, что согласен. Ночью Николас приходит к Мии, и они вместе уезжают на озеро и засыпают на берегу. Утром она просыпается и видит, что их снимают журналисты. Она в гневе, и думает, что Николас подстроил всё специально. Вся Дженовия знает о позоре Мии.
Эндрю и Мия понимают, что совсем ничего не чувствуют друг к другу, но, тем не менее, собираются пожениться. Николас отказывается идти на свадьбу, а его дядя собирается идти. Он уходит, а служанка, подслушивающая разговоры, рассказывает Николасу, что его дядя не намерен отказаться от трона и сам позвал журналистов, чтобы они засняли Мию и Николаса. Николас едет в церковь.
Мия публично отказывается выходить замуж. Николас отрекается от трона в её пользу. Кларисса выходит замуж за Джозефа, а Мия становится королевой.

## В ролях
| Актёр           | Роль                                                          |
| --------------- | ------------------------------------------------------------- |
| Энн Хэтэуэй     | Мия Термополис / королева Амелия Миньонет Термополис Ренальди |
| Джули Эндрюс    | Кларисса Ренальди                                             |
| Гектор Элизондо | Джозеф                                                        |
| Хезер Матараццо | Лили Московиц                                                 |
| Кэролайн Гудолл | Хелен Термополис                                              |
| Шон О’Брайан    | Мистер О’Коннел                                               |
| Кэтлин Маршалл  | Шарлотта Катэуэй                                              |
| Крис Пайн       | Николас                                                       |
| Рис-Дэвис, Джон | Дядя Николаса                                                 |
| Каллум Блу      | Эндрю Джейкоби                                                |
| Том Постон      | лорд Палимор                                                  |
| Джоэл МаккРари  | премьер-министр                                               |

| Актёр             | Роль                   |
| ----------------- | ---------------------- |
| Ким Томсон        | репортёр Элси          |
| Рэйвен-Симоне     | Асана                  |
| Шарли Кора Дисней | принцесса Шарли        |
| Сэм Денофф        | лорд Джером            |
| Эйми Адамс Холл   | принцесса Эйми         |
| Ларри Миллер      | Паоло                  |
| Анна Нетребко     | играет сама себя       |
| «Толстяк Луи»     | кот играет сам себя    |
| «Морис»           | пудель играет сам себя |
| Мередит Паттерсон | леди Элисса            |
| Стэн Ли           | гость на свадьбе       |
| Сара Нанко        | ребёнок                |

## Саундтрек
| №   | Название                   | Автор(ы)                                         | Исполнитель                    | Длительность |
| --- | -------------------------- | ------------------------------------------------ | ------------------------------ | ------------ |
| 1.  | «Breakaway»                | Avril Lavigne, Bridget Benenate, Matthew Gerrard | Kelly Clarkson                 | 3:57         |
| 2.  | «I Decide»                 | Diane Warren                                     | Lindsay Lohan                  | 3:17         |
| 3.  | «This Is My Time»          | Raven-Symoné, Matthew Gerrard , Robbie Nevil     | Raven-Symoné                   | 4:24         |
| 4.  | «I Always Get What I Want» | Avril Lavigne, Cliff Magness                     | Avril Lavigne                  | 2:31         |
| 5.  | «Trouble»                  | Pink, Tim Armstrong                              | Pink                           | 3:12         |
| 6.  | «Because You Live»         | Chris Braide, Andreas Carlsson, Desmond Child    | Jesse McCartney                | 3:18         |
| 7.  | «Love Me Tender»           | Elvis Presley                                    | Norah Jones and Adam Levy      | 2:41         |
| 8.  | «Fun In the Sun»           | Steve Harwell                                    | Steve Harwell                  | 3:27         |
| 9.  | «Let's Bounce»             | Matthew Gerrard, Robbie Nevil                    | Christy Carlson Romano         | 3:18         |
| 10. | «Dance Dance Dance»        |                                                  | Wilson Phillips                | 2:00         |
| 11. | «Fools»                    | Rachel Stevens                                   | Rachel Stevens                 | 3:13         |
| 12. | «A Love That Will Last»    |                                                  | Rebecca Renee Olstead          |              |
| 13. | «Your Crowning Glory»      | Lorraine Feather, Lawrence Grossman              | Julie Andrews and Raven-Symoné | 2:35         |
| 14. | «Miracles Happen»          |                                                  | Jonny Blu                      |              |
| 15. | «The Meaning»              |                                                  | Lillix                         |              |